# VirtualDubMod
VirtualDubMod je open source nástroj pro zachytávání a zpracování videa pro Microsoft Windows. Je založen na programu VirtualDub od vývojáře jménem Avery Lee a je licencován pod GPL. VirtualDubMod sídlí na SourceForge.
V porovnání s VirtualDubem má VirtualDubMod mnoho doplněných vlastností jako např. podpora formátů Matroska, MPEG-2 a Ogg Theora.